# Jamaica (Vermont)
Jamaica es un pueblo ubicado en el condado de Windham en el estado estadounidense de Vermont. En el año 2010 tenía una población de 1,035 habitantes y una densidad poblacional de 8 personas por km².

## Geografía
Jamaica se encuentra ubicado en las coordenadas 43°6′11″N 72°47′33″O / 43.10306, -72.79250.

## Demografía
Según la Oficina del Censo en 2000 los ingresos medios por hogar en la localidad eran de $34,917 y los ingresos medios por familia eran $43,333. Los hombres tenían unos ingresos medios de $26,818 frente a los $23,417 para las mujeres. La renta per cápita para la localidad era de $22,052. Alrededor del 10.1% de la población estaban por debajo del umbral de pobreza.